# 地球最後の男
『地球最後の男』（ちきゅうさいごのおとこ、原題：I Am Legend）は、アメリカの作家リチャード・マシスンによる1954年のホラー小説。ゾンビや吸血鬼文学の近代化に影響を与え、疫病による世界的な黙示録という概念を広めた。この小説は成功を収め、映画『地球最後の男』（1964年）、『地球最後の男オメガマン』（1971年）、『アイ・アム・レジェンド』（2007年）などに映画化された。

## 日本語版タイトル
"I Am Legend" は1954年に発表された。日本では新たな版が刊行されるたびに異なるタイトルが付けられた。以下にその変遷を示す。
1. 『吸血鬼』 - 1958年、早川書房（ハヤカワ・SF・シリーズ3005）、田中小実昌訳
作者名の表記はリチャード・マティスンとなっている。
2. 『地球最後の男〈人類SOS〉』 - 1971年、早川書房（ハヤカワ・ノヴェルズ）、同訳
映画『地球最後の男オメガマン』公開に合わせて再刊された。
3. 『地球最後の男』  - 1977年9月、早川書房（ハヤカワ文庫）、同訳
文庫化に際して改題された。
4. 『アイ・アム・レジェンド』 - 2007年11月、早川書房（ハヤカワ文庫）、尾之上浩司訳
映画『アイ・アム・レジェンド』公開に合わせて新訳が刊行された。

本項では便宜上3.を記事名としている。

## 解説
本作はリチャード・マシスンの長編デビュー作であると共に、全世界の人間が吸血鬼と化し、ただ一人の人間となった主人公に襲い掛かってくるというシチュエーションが、様々なエピゴーネンとオマージュの対象となっている。
- 全世界で生き残った人間が、主人公ただ一人
- 一軒家に立て籠もる主人公を狙って、夜な夜な死者が集まってくる
- 吸血鬼という古典怪談の怪物を現代・都市部の怪物として再生
- オカルト現象を病理学的・科学的に解明しようとする
- ラストで明かされる価値観の逆転

主にこれらの点が、『ナイト・オブ・ザ・リビングデッド』などの現代のゾンビ映画のイメージに影響を与え続けている。
現在までにヴィンセント・プライス、チャールトン・ヘストン、ウィル・スミス主演で3度映画化されている。

## あらすじ
1970年代、人間を死に追いやった後に吸血鬼として甦らせる吸血ウイルスが、世界中に蔓延した。人類が滅びる中、ただ一人生き残ったロバート・ネヴィルは、夜な夜な自分の家の周囲に集い、騒ぎ立てる吸血鬼たちと孤独感に苦しみながら、昼間は眠る吸血鬼たちを狩り出して杭を打ち込みながら、生活必需品の確保と、吸血鬼退治の方法を研究し続けるのだった。
そんなある日、ネヴィルは太陽の下で活動する女性を発見し、自宅に引きずり込む。ルースと名乗る女はやがて自分がスパイであること、そしてネヴィルにこの場所から逃げるように告げて姿を消すが、ネヴィルは結局自宅に留まり続ける。
そしてある夜、暴走族のような集団がネヴィル邸を襲撃し、周囲に集っていた吸血鬼たちを殺戮し、抵抗するネヴィルを痛めつけて連行する。彼らは吸血ウイルスに冒されながらも生き残り、新たなコミュニティを形成する新人類であった。
そしてネヴィルは、彼らが処刑されようとする自分を見る目に恐怖が宿っていること、そして彼らにとって、自分こそが「人々」が寝静まった頃に街を徘徊し、「人々」を殺戮しまくる伝説の怪物（Legend）であることに気づくのだった。

## 登場人物等
ロバート・ネヴィル
主人公。一人生き残った最後の人間。
ヴァージニア
ネヴィルの妻。吸血ウイルスに冒されて死亡。ネヴィルは政府の焼却命令に逆らって妻を埋葬するが、そのために甦ってしまい彼に襲いかかった。
ベン・コートマン
ネヴィルの親友。吸血鬼となった後は夜な夜なネヴィルの家の前に一番乗りし、「出て来い、ロバート!」と叫ぶ仇敵となる。普段は煙突の中に隠れ、ネヴィルの探索をかわしていた。新人類の襲撃を受け、殺害される。
ルース
新人類のスパイとしてネヴィルを探りに来るが、彼を愛してしまい、逃亡することを勧める。最後、残虐な公開処刑をされようとするネヴィルに、下着に隠した青酸カリを差し入れする。
犬
孤独なネヴィルの前に現れた、太陽の下を歩く生物。ネヴィルに家族同様に愛されるが、やがて吸血ウイルスに冒されて死ぬ。
吸血鬼たち
吸血ウイルスによって死亡後、吸血鬼として甦った人間たち。伝説通り、ニンニクや太陽光を忌み嫌う。ゾンビと違って、生前の人間としての記憶や知性、運動能力、言語によるコミュニケーション能力を有している。人間の血を求めて毎夜ネヴィルの家の周囲に集って騒ぎ立て、夜明け前にその日の犠牲とする仲間の血を啜って帰っていく。女吸血鬼たちは家の前でスカートをまくって自らの肉体をさらけ出すなど、長らく禁欲生活を強いられているネヴィルを誘い出そうと苦しめた。
新人類
吸血ウイルスに感染し夜にしか行動できなくなりつつも、死に至らなかった人間たち。彼らは共同体を結成し、吸血鬼を狩りながら、自分たちの脅威となった「旧人類」のネヴィルをも襲撃してくる。

## 映画化作品
以下、特にことわりが無ければカラー映画
地球最後の男 (The Last Man on Earth) - 1964年（アメリカ / イタリア）
監督：ウバルド・ラゴーナ、シドニー・サルコウ / 主演：ヴィンセント・プライス
モノクロ映画。原作者のマシスンも脚本に参加しており、ほぼ原作を踏襲したストーリーとなっている。
地球最後の男オメガマン (The Omega Man) - 1971年（アメリカ）
監督：ボリス・セイガル / 主演：チャールトン・ヘストン
吸血鬼は、細菌戦争によって生み出されたミュータントのカルト集団に置き換えられている。ネヴィルは生き残りのわずかな人類に血清を作り、英雄的に死ぬという改変がなされている。
アイ・アム・レジェンド (I Am Legend) - 2007年（アメリカ）
監督：フランシス・ローレンス / 主演：ウィル・スミス
吸血鬼は、人為的なウイルスによって生み出された人肉食の生物に置き換えられている。また、ネヴィルの関連人物の設定もかなり変えられているが、ネヴィルについては単独でニューヨークで血清を作り、やはり英雄的に死ぬ展開になっている。セルソフト版に収録された「衝撃の別ラスト版」では、原作と同じ「価値観の逆転」が描かれている。